# Ельдор Шомуродов
Ельдор Шомуродов (узб. Eldor Shomurodov, нар. 29 червня 1995) — узбецький футболіст, нападник італійської «Роми».
Найкращий бомбардир в історії національної збірної Узбекистану.

## Клубна кар'єра
Вихованець клубу «Машал», де навчався з 2011 року. У сезоні 2014 року став виступати за основну команду, в якій того року взяв участь у 9 матчах чемпіонату.
Своєю грою за цю команду привернув увагу представників тренерського штабу «Буньодкора», до складу якого приєднався на початку 2015 року. Відіграв за ташкентську команду наступні два з половиною сезони своєї ігрової кар'єри. Більшість часу, проведеного у складі «Буньодкора», був основним гравцем атакувальної ланки команди.
У липні 2017 року перейшов в російський «Ростов». У Прем'єр-лізі Росії дебютував 30 липня в гостьовому матчі третього туру проти «Амкара» (1:0), вийшовши на заміну на 88-й хвилині. З сезону 2018/19 вже був гравцем основного складу ростовської команди, хоча високою результативністю не відзначався. Наступного ж сезону з 11-ма голами у 28 іграх російської першості став найкращим бомбардиром клубу.
1 жовтня 2020 року перейшов до італійського «Дженоа», з яким уклав чотирирічний контракт.
2 серпня 2021 за 17,5 млн євро перейшов до складу «Роми». 2022 року Шомуродов допоміг команді виграти дебютний розіграш Ліги конференцій, зігравши в тому числі і у фінальному матчі проти «Феєнорда» (1:0). Проте від початку сезону 2022/23 втратив регулярне місце в «основі» римської команди і другу його половину провів в оренді у «Спеції».
Влітку 2023 року також на орендних умовах приєднався до «Кальярі».

## Виступи за збірні
Виступав у складі юнацької збірної Узбекистану до 19 років на юнацькому Кубку Азії у 2014 році, дійшовши з командою до півфіналу.
Наступного року з молодіжною збірною Узбекистану поїхав на молодіжний чемпіонат світу 2015 року, де забив два голи й дійшов з командою до чвертьфіналу.
3 вересня 2015 року дебютував в офіційних матчах у складі національної збірної Узбекистану в грі відбору на чемпіонат світу 2018 року проти Ємену (1:0). А вже в наступному матчі 8 жовтня 2015 року він забив свій перший гол за національну збірну у відбірковому матчі проти Бахрейну, забезпечивши своїй збірній розгромну перемогу 4:0.
У грудні 2018 року був включений в заявку на Кубок Азії 2019 року в ОАЕ. 9 січня у першому матчі групового етапу проти збірної Оману відзначився голом на 86 хвилині гри, забивши переможний м'яч у матчі (2:1). Загалом у чотирьох матчах турніру, на якому узбецька команда вибула з боротьби в 1/8 фіналу, відзначився чотирма забитими голами.
Влітку 2023 року забив свій 35-й гол за національну команду, завдяки якому обійшов Максима Шацьких у суперечці за звання найкращого бомбардира в історії узбекистанської футбольної збірної.
| Дата       | Місто            | Господарі         | Результат               | Гості             | Турнір                          | Голи | Примітки  |
| ---------- | ---------------- | ----------------- | ----------------------- | ----------------- | ------------------------------- | ---- | --------- |
| 3-9-2015   | Ташкент          | Узбекистан        | 1 – 0                   | Ємен              | Відбір до ЧС 2018               | -    | 53'       |
| 8-10-2015  | Ріффа            | Бахрейн           | 0 – 4                   | Узбекистан        | Відбір до ЧС 2018               | 1    | 87'       |
| 14-2-2016  | Ташкент          | Узбекистан        | 2 – 0                   | Ліван             | товариський матч                | 1    |           |
| 24-3-2016  | Ташкент          | Узбекистан        | 1 – 0                   | Філіппіни         | Відбір до ЧС 2018               | -    | 52'       |
| 29-3-2016  | Ташкент          | Узбекистан        | 1 – 0                   | Бахрейн           | Відбір до ЧС 2018               | -    | 60'       |
| 7-6-2016   | Бад-Вальтерсдорф | Канада            | 2 – 1                   | Узбекистан        | товариський матч                | 1    | 84'       |
| 24-7-2016  | Ташкент          | Узбекистан        | 2 – 1                   | Ірак              | товариський матч                | 1    | 84'       |
| 24-8-2016  | Ташкент          | Узбекистан        | 1 – 0                   | Буркіна-Фасо      | товариський матч                | -    | 76'       |
| 1-9-2016   | Ташкент          | Узбекистан        | 1 – 0                   | Сирія             | Відбір до ЧС 2018               | -    |           |
| 6-9-2016   | Доха             | Катар             | 0 – 1                   | Узбекистан        | Відбір до ЧС 2018               | -    |           |
| 6-10-2016  | Ташкент          | Узбекистан        | 0 – 1                   | Іран              | Відбір до ЧС 2018               | -    |           |
| 11-10-2016 | Ташкент          | Узбекистан        | 2 – 0                   | КНР               | Відбір до ЧС 2018               | -    | 90'       |
| 10-11-2016 | Ташкент          | Узбекистан        | 1 – 0                   | Йорданія          | товариський матч                | -    | 59'       |
| 15-11-2016 | Сеул             | Південна Корея    | 2 – 1                   | Узбекистан        | Відбір до ЧС 2018               | -    | 80'       |
| 23-1-2017  | Дубай (місто)    | Узбекистан        | 2 – 2                   | Грузія            | товариський матч                | 2    |           |
| 23-3-2017  | Крубонг          | Сирія             | 1 – 0                   | Узбекистан        | Відбір до ЧС 2018               | -    | 55'       |
| 28-3-2017  | Ташкент          | Узбекистан        | 1 – 0                   | Катар             | Відбір до ЧС 2018               | -    |           |
| 6-6-2017   | Ташкент          | Узбекистан        | 2 – 0                   | Таїланд           | товариський матч                | -    | 46'       |
| 12-6-2017  | Тегеран          | Іран              | 2 – 0                   | Узбекистан        | Відбір до ЧС 2018               | -    |           |
| 31-8-2017  | Ухань            | КНР               | 1 – 0                   | Узбекистан        | Відбір до ЧС 2018               | -    |           |
| 5-9-2017   | Ташкент          | Узбекистан        | 0 – 0                   | Південна Корея    | Відбір до ЧС 2018               | -    | 86'       |
| 23-3-2018  | Кота-Бару        | Сенегал           | 1 – 1                   | Узбекистан        | товариський матч                | -    | 85'       |
| 27-3-2018  | Касабланка       | Марокко           | 2 – 0                   | Узбекистан        | товариський матч                | -    | 83'       |
| 6-9-2018   | Ташкент          | Узбекистан        | 1 – 1                   | Сирія             | товариський матч                | -    | 76'       |
| 11-9-2018  | Ташкент          | Узбекистан        | 0 – 1                   | Іран              | товариський матч                | -    | 46'       |
| 13-10-2018 | Ташкент          | Узбекистан        | 2 – 0                   | Північна Корея    | товариський матч                | -    | 66'       |
| 16-10-2018 | Ташкент          | Узбекистан        | 2 – 0                   | Катар             | товариський матч                | -    | 77'       |
| 20-11-2018 | Брисбен          | Узбекистан        | 0 – 4                   | Південна Корея    | товариський матч                | -    |           |
| 9-1-2019   | Шарджа (місто)   | Узбекистан        | 2 – 1                   | Оман              | Кубок Азії 2019 - 1-й етап      | 1    | 83'       |
| 13-1-2019  | Дубай (місто)    | Туркменістан      | 0 – 4                   | Узбекистан        | Кубок Азії 2019 - 1-й етап      | 2    |           |
| 17-1-2019  | Аль-Айн          | Японія            | 2 – 1                   | Узбекистан        | Кубок Азії 2019 - 1-й етап      | 1    | 70'       |
| 21-1-2019  | Аль-Айн          | Австралія         | 0 – 0 д.ч. (4 – 2 п.п.) | Узбекистан        | Кубок Азії 2019 - 1/8 фіналу    | -    | 104'      |
| 22-3-2019  | Наньнін          | Уругвай           | 3 – 0                   | Узбекистан        | товариський матч                | -    | 65'       |
| 25-3-2019  | Наньнін          | КНР               | 0 – 1                   | Узбекистан        | товариський матч                | 1    | 72'       |
| 2-6-2019   | Аланія (місто)   | Туреччина         | 2 – 0                   | Узбекистан        | товариський матч                | -    | 71'       |
| 11-6-2019  | Ташкент          | Узбекистан        | 2 – 0                   | Сирія             | товариський матч                | 2    | 79'       |
| 5-9-2019   | Ар-Рам           | Палестина         | 2 – 0                   | Узбекистан        | Відбір до ЧС 2022               | -    |           |
| 9-9-2019   | Амман            | Ірак              | 0 – 0                   | Узбекистан        | товариський матч                | -    | 57'       |
| 10-10-2019 | Ташкент          | Узбекистан        | 5 – 0                   | Ємен              | Відбір до ЧС 2022               | 1    | 79'       |
| 15-10-2019 | Сінгапур         | Сінгапур          | 1 – 3                   | Узбекистан        | Відбір до ЧС 2022               | 2    |           |
| 14-11-2019 | Ташкент          | Узбекистан        | 2 – 3                   | Саудівська Аравія | Відбір до ЧС 2022               | 1    |           |
| 19-11-2019 | Ташкент          | Узбекистан        | 2 – 0                   | Палестина         | Відбір до ЧС 2022               | 2    | 78'       |
| 8-10-2020  | Ташкент          | Узбекистан        | 1 – 2                   | Іран              | товариський матч                | 1    | 77'       |
| 29-3-2021  | Ташкент          | Узбекистан        | 0 – 1                   | Сирія             | товариський матч                | -    |           |
| 7-6-2021   | Ер-Ріяд          | Узбекистан        | 5 – 0                   | Сінгапур          | Відбір до ЧС 2022               | 1    |           |
| 11-6-2021  | Ер-Ріяд          | Ємен              | 0 – 1                   | Узбекистан        | Відбір до ЧС 2022               | -    | 77' 90+1' |
| 15-6-2021  | Ер-Ріяд          | Саудівська Аравія | 3 – 0                   | Узбекистан        | Відбір до ЧС 2022               | -    |           |
| 5-9-2021   | Стокгольм        | Швеція            | 2 – 1                   | Узбекистан        | товариський матч                | 1    | кап. 76'  |
| 9-10-2021  | Амман            | Узбекистан        | 5 – 1                   | Малайзія          | товариський матч                | -    | 62'       |
| 12-10-2021 | Амман            | Йорданія          | 3 – 0                   | Узбекистан        | товариський матч                | -    | кап. 74'  |
| 15-11-2021 | Ґорі             | Грузія            | 1 – 0                   | Узбекистан        | товариський матч                | -    | кап. 79'  |
| 27-1-2022  | Дубай            | Узбекистан        | 3 – 2                   | Південний Судан   | товариський матч                | 2    | кап. 72'  |
| 25-3-2022  | Наманган         | Узбекистан        | 3 – 1                   | Киргизстан        | товариський матч                | 1    | кап.      |
| 29-3-2022  | Наманган         | Узбекистан        | 4 – 2                   | Уганда            | товариський матч                | 3    | кап. 79'  |
| 8-6-2022   | Наманган         | Узбекистан        | 3 – 0                   | Шрі-Ланка         | Відбір до Кубка Азії 2023       | -    |           |
| 11-6-2022  | Наманган         | Узбекистан        | 4 – 0                   | Мальдіви          | Відбір до Кубка Азії 2023       | 3    | кап. 83'  |
| 14-6-2022  | Наманган         | Узбекистан        | 2 – 0                   | Таїланд           | Відбір до Кубка Азії 2023       | -    | кап. 82'  |
| 23-9-2022  | Коян             | Камерун           | 0 – 2                   | Узбекистан        | товариський матч                | -    | кап. 87'  |
| 27-9-2022  | Сувон            | Узбекистан        | 1 – 2                   | Коста-Рика        | товариський матч                | 1    | кап. 72'  |
| 16-11-2022 | Ташкент          | Узбекистан        | 2 – 0                   | Казахстан         | товариський матч                | 1    | кап. 83'  |
| 20-11-2022 | Ташкент          | Узбекистан        | 0 – 0                   | Росія             | товариський матч                | -    | кап. 51'  |
| 24-3-2023  | Джидда           | Узбекистан        | 1 – 0                   | Болівія           | товариський матч                | 1    | кап. 90'  |
| 28-3-2023  | Джидда           | Узбекистан        | 1 – 1                   | Венесуела         | товариський матч                | -    | кап. 58'  |
| 14-6-2023  | Ташкент          | Туркменістан      | 0 – 2                   | Узбекистан        | CAFA Nations Cup 2023 - 1 turno | 2    | кап.      |
| 17-6-2023  | Бішкек           | Узбекистан        | 5 – 1                   | Таджикистан       | CAFA Nations Cup 2023 - 1 turno | 1    | 46'       |
| 20-6-2023  | Ташкент          | Узбекистан        | 0 – 1                   | Іран              | CAFA Nations Cup 2023 - Фінал   | -    | кап.      |
| Усього     |                  | Матчів (11 місце) | 66                      |                   | Голів (1 місце)                 | 37   |           |

## Титули і досягнення
- Переможець Ліги конференцій УЄФА (1):

«Рома»: 2021/22